# Keshar Jung Rayamajhi
Keshar Jung Rayamajhi (1919 - 17 de dezembro de 2012) (em nepali:  केशरजंग रायमाझी) foi um político nepalês. Ele foi uma figura importante no movimento comunista no país, mas depois se tornou um monarquista. Rayamajhi vem de uma família proprietária Chhetri em Tansen, distrito de Palpa.

## Carreira política
Em 1947, Rayamajhi tornou-se membro fundador do 'Círculo de Estudos Marxistas' nepalês em Calcutá. Em 1948, o grupo foi reconstruído como o 'Círculo de Estudos Progressivos' e Rayamajhi tornou-se seu secretário. Durante sua estada em Calcutá, o mentor político de Rayamajhi foi o líder do PCI, Ratna Lal Brahmin.
No primeiro congresso do Partido Comunista do Nepal, realizado em 1954, Rayamajhi foi eleito para o Comitê Central do partido. Em setembro de 1956, o secretário geral do partido, Manmohan Adhikari, viajou à China para participar do congresso do Partido Comunista da China . Como Pushpa Lal Shrestha e DP Adhikari se recusaram a assumir o cargo de secretário-geral interino, Rayamajhi expressou seu interesse em assumir o cargo de secretário-geral interino do partido. Logo depois que Rayamajhi se tornou secretário-geral interino do partido, o grupismo começou a aparecer entre as fileiras do partido. O partido ficou dividido em um campo reformista (liderado por Rayamajhi) e um campo revolucionário (liderado por Pushpa Lal Shrestha).
Durante o segundo congresso do partido realizado em 1957, Manmohan Adhikari estava em tratamento para uma doença de pele na China. Na sua ausência, Rayamajhi foi eleito secretário-geral do partido. No congresso, Rayamajhi defendeu o apoio à monarquia constitucional . Logo após o congresso, acusações de que Rayamajhi tinha ligações secretas com o palácio real começaram a surgir dentro do partido.
Rayamajhi foi um dos candidatos do CPN que disputou as eleições parlamentares de 1959, mas foi derrotado em seu eleitorado. Na eleição, o partido obteve menos de 4% das cadeiras no parlamento. Rayamajhi recebeu duras críticas pela derrota eleitoral do partido após a eleição.
Em novembro de 1960, Rayamajhi viajou a Moscou para participar do Encontro Internacional dos Partidos Comunistas e Operários. Durante a permanência de Rayamajhi na União Soviética, o rei retomou o governo direto no Nepal. Rayamajhi enviou uma mensagem de Moscou afirmando que a dissolução do parlamento foi um 'passo progressivo'. Sob a nova ordem no Nepal, o CPN foi banido. Após seu retorno ao Nepal em janeiro de 1961, Rayamajhi pediu o levantamento da proibição de partidos políticos. Mas, ao mesmo tempo, continuou a defender a democracia guiada e a monarquia constitucional.
Em março de 1961, um plenário do partido foi realizado em Darbhanga ( Índia ). O plenário decidiu remover Rayamajhi do cargo de secretário-geral. Em vez disso, um secretariado central composto por Rayamajhi, DP Adhikari e Shambhuram Shrestha foi formado para dirigir o partido.
Em abril de 1962, o setor do CPN liderado por Tulsi Lal Amatya e Pushpa Lal Shrestha realizou um congresso de terceiro partido, que o setor em torno de Rayamajhi não reconheceu. O congresso decidiu expulsar Rayamajhi do partido. Rayamajhi e seus seguidores continuaram a funcionar como uma festa. Efetivamente, o CPN foi dividido em dois partidos separados, um CPN liderado por Amatya e um CPN liderado por Rayamajhi . O grupo Rayamajhi realizou seu próprio congresso de terceiro partido em 1967 e elegeu Rayamajhi como secretário-geral.
Em 1979, uma seção do partido, liderada por Bishnu Bahadur Manandhar, se revoltou contra a participação de Rayamajhi no Rajsabha real e sua linha branda em relação à monarquia. Manandhar acabou deixando o partido em 1981, levando consigo uma grande parte de seus membros. Dois anos depois, o partido realizou seu quinto congresso, que elegeu o presidente de Rayamajhi e o secretário-geral de Krishna Raj Burma . Em setembro de 1983, Rayamajhi foi expulso do partido pela Birmânia por ser monarquista. Rayamajhi então reorganizou seus seguidores em um novo CPN, no qual foi eleito secretário-geral. Eventualmente, este novo CPN também o expulsou por volta de 1986.
Rayamajhi foi incluído no governo interino após Jana Andolan ('Movimento do Povo') de 1990 como Ministro da Educação. Ele também foi nomeado para o Comitê de Gabinete de três membros para supervisionar a proposta constitucional da Comissão de Recomendações da Constituição, representando o rei.
Rayamajhi passou a se tornar o presidente do Royal Privy Council. Em sua função como presidente do conselho, Rayamajhi supervisionou a mudança dramática na casa real que se seguiu ao massacre real nepalês e à coroação de Gyanendra Shah.
Em 13 de novembro de 2002, rebeldes maoístas realizaram um ataque armado à residência de Rayamajhi. Em novembro de 2003, os maoístas atacaram seu lar ancestral.